# Futebol em San Marino
O futebol é o principal esporte praticado em San Marino, pequeno país encravado no nordeste da Itália, mais precisamente na região dos Apeninos.

## Futebol internacional
A Seleção de San Marino fez seu primeiro jogo em 1986, contra a seleção olímpica do Canadá, que venceu por 1 a 0.
Porém, a primeira partida oficial da Serenissima, como a equipe é mais conhecida, ocorreu em 1990, contra a Suíça, pelas eliminatórias da Eurocopa de 1992. O jogo terminou em 4 a 0 para os helvéticos. Em 1993, conquistou seu primeiro resultado expressivo, levando em conta as limitações do selecionado: um empate por 1 a 1 contra a Turquia, em Bolonha, válido pelo Grupo 2 das eliminatórias europeias para a Copa de 1994. O destaque foi a atuação do goleiro Stefano Muccioli, que substituiu Pierluigi Benedettini, contribuindo com belas defesas que garantiram o primeiro (e único) ponto da equipe.
No mesmo ano, protagonizou novamente um feito histórico, desta vez contra a Inglaterra: aos 8 segundos de jogo, Davide Gualtieri marcou o gol mais rápido da história das eliminatórias (recorde que permaneceu até 2016). Porém, o English Team fez valer a superioridade técnica e venceu por 7 a 1. Em abril de 2001, o segundo empate na história da equipe, agora contra a Letônia. O resultado, que causou a demissão do técnico inglês Gary Johnson do selecionado báltico, surpreendeu pelo fato de San Marino ter levado 10 gols da Bélgica, em fevereiro do mesmo ano.
A única vitória de San Marino ocorreu em 2004, contra Liechtenstein, graças ao gol do atacante Andy Selva (maior artilheiro da seleção). Desde então, San Marino voltaria a sofrer com a limitação técnica de seus atletas, chegando a levar 13 gols da Alemanha em setembro de 2006, pelas eliminatórias da Eurocopa de 2008, sendo até hoje uma das piores seleções da UEFA e da FIFA.
Em novembro de 2014, San Marino quebrou o jejum de 61 jogos consecutivos com derrotas ao empatar, sem gols, com a Estônia, em jogo válido pelas eliminatórias da Eurocopa de 2016, conquistando seu primeiro ponto nesta fase.
O melhor jogador da história samarinesa é o ex-meio-campista Massimo Bonini, que defendeu a Juventus entre 1981 e 1988.

## Clubes de futebol

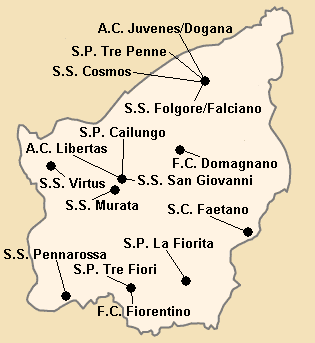
Localização dos clubes de futebol de San Marino.

O futebol clubístico em San Marino é considerado de nível semi-profissional, dominado pelo Tre Fiori, que venceu o Campeonato Sanmarinense em 7 ocasiões. O clube sediado em Fiorentino conquistou ainda a Copa Titano 6 vezes. A maioria das partidas é realizada no Estádio Olímpico de San Marino, que também é a "casa" da Seleção.
Em 2007, o Murata virou notícia ao contratar o experiente zagueiro Aldair, tetracampeão mundial com a Seleção Brasileira em 1994 e destaque da Roma entre 1990 e 2003. A equipe, sediada na capital e primeiro representante samarinês na Liga dos Campeões da UEFA, tentou ainda contratar outro brasileiro, Romário, e até o heptacampeão de Fórmula 1 Michael Schumacher para jogar as fases preliminares da competição em 2008, porém o "Baixinho" alegou problemas particulares e declinou o convite, feito 3 vezes pelo próprio Aldair - embora tivesse dito que aceitaria o desafio; sobre o alemão, o presidente do Murata, Libero Casadei, alegou que houve uma confusão (não era para integrar o elenco, e sim para participar de um evento).
A Copa Titano é a copa nacional de San Marino, e tem como maior vencedor o Libertas, com 11 troféus. Já a Supercopa de San Marino reúne o campeão nacional e o campeão da Copa Titano, com o Tre Penne sendo o maior campeão (2 títulos).
Os clubes samarineses não possuem estádios próprios, mandando seus jogos em locais com capacidade para 1.000 torcedores ou menos. Algumas partidas do campeonato e da Copa Titano são disputadas no Estádio Olímpico de Serravalle, o principal estádio de futebol do país, que também é utilizado pela Seleção Samarinesa, pelo San Marino Calcio (que disputa as divisões inferiores do Campeonato Italiano e também o único time profissional) e também por 4 equipes (Cosmos, Faetano, Folgore Falciano e Juvenes/Dogana).